# Damar Hamlin
Damar Romeyelle Hamlin (McKees Rocks, Pensilvania; 24 de marzo de 1998) es un jugador estadounidense profesional de fútbol americano. Juega en la posición de safety y actualmente milita en los Buffalo Bills de la National Football League (NFL).
Jugó a nivel universitario en Pittsburgh y fue seleccionado por los Bills en la sexta ronda del Draft de la NFL de 2021.

## Biografía
Hamlin creció en McKees Rocks, Pensilvania, y asistió a la Escuela Secundaria Católica Central en Pittsburgh. Fue nombrado primer equipo All-State y Jugador Defensivo del Año Clase AAAA.

## Carrera

### Universidad
Hamlin se matriculó en la Universidad de Pittsburgh para jugar fútbol americano universitario con los Pittsburgh Panthers. Jugó en tres juegos como estudiante de primer año antes de sufrir una lesión y ser remera roja. Como estudiante de primer año de camisa roja, registró 41 tacleadas con una intercepción en nueve juegos jugados. Hamlin lideró a los Panthers con 90 tacleadas y dos intercepciones como estudiante de segundo año de camiseta roja y fue nombrado mención de honor All-Atlantic Coast Conference (ACC). Tuvo 84 tacleadas con 10 pases interrumpidos como junior de camiseta roja. Fue nombrado capitán del equipo antes de su última temporada y fue nombrado segundo equipo All-ACC después de liderar al equipo con 67 tacleadas y siete pases interrumpidos.

### NFL

#### Buffalo Bills
Hamlin fue seleccionado por los Buffalo Bills en la sexta ronda, 212 en general, del Draft de la NFL de 2021. Firmó su contrato de novato de cuatro años con Buffalo el 21 de mayo de 2021. Después de desempeñar un papel de reserva en su temporada de novato, Hamlin se convirtió en uno de los profundos titulares de los Bills en 2022 después de que Micah Hyde sufriera una lesión en el cuello que puso fin a la temporada en la Semana 2.

## Desplome en el campo de juego

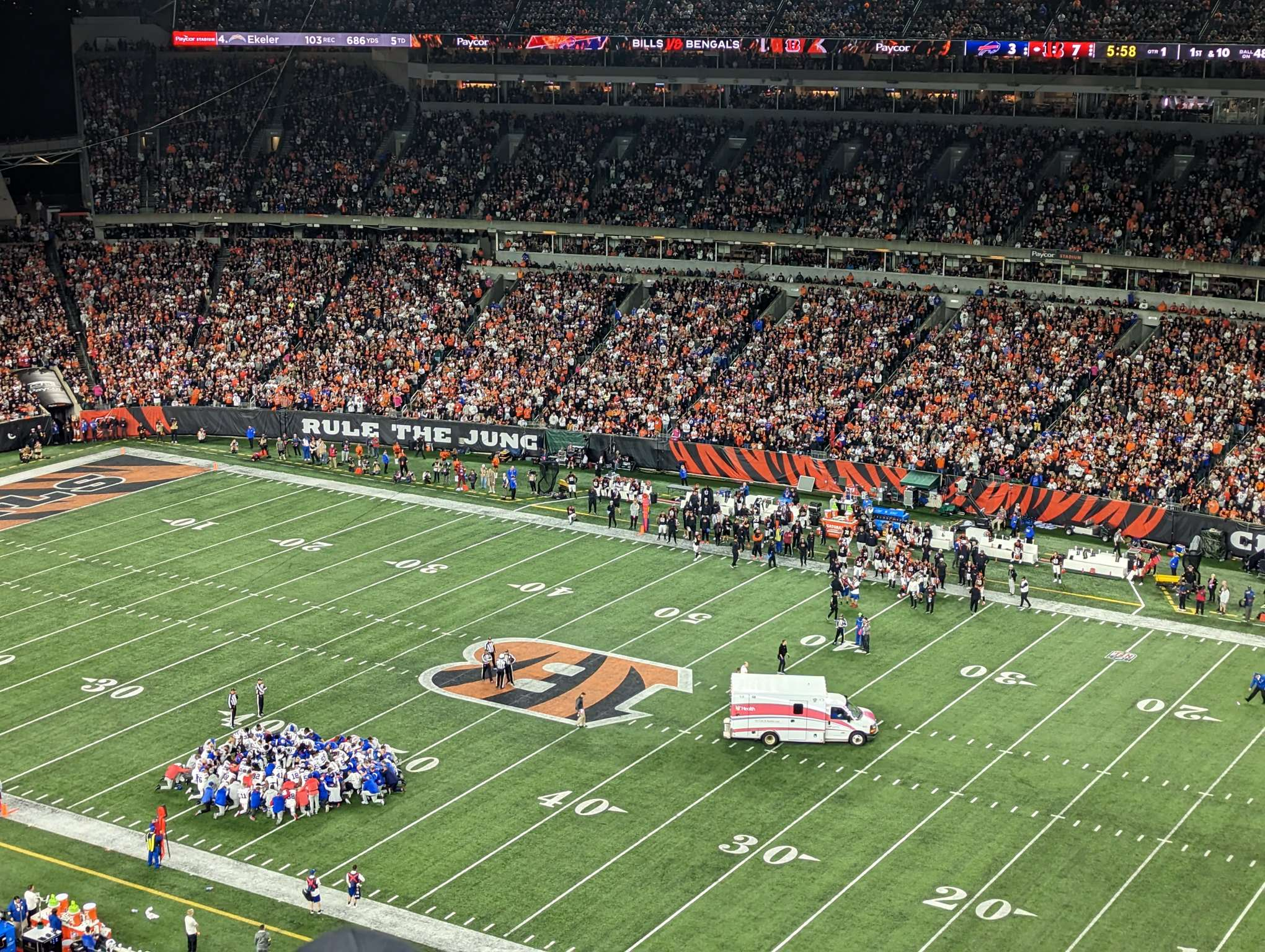
Damar Hamlin es retirado del Paycor Stadium en una ambulancia. Los Buffalo Bills, vestidos de blanco, se arrodillan en oración en la parte inferior izquierda de la imagen.

El 2 de enero de 2023, durante un partido de Monday Night Football contra los Cincinnati Bengals, Hamlin colapsó en el campo después de realizar una dura entrada y se le administró RCP antes de ser trasladado de urgencia al hospital.
De acuerdo con las reglas de situaciones de emergencia de la NFL, el juego se suspendió con 5:58 restantes en el primer cuarto. ESPN y Westwood One  informaron por separado un período de calentamiento de cinco minutos para reanudar el juego, aunque el juego permaneció suspendido y la NFL luego negó los informes. El juego se pospuso poco después de las 10 p. m., poco más de una hora después de que Hamlin colapsara. La NFL emitió un comunicado al día siguiente de que el juego no se reanudaría esa semana. Últimamente, la NFL anuló el partido el 5 de enero.

## Proceso de Recuperación
El 3 de enero, Hamlin permaneció en el Centro Académico Médico de la Universidad de Cincinnati mientras estaba sedado y conectado a un ventilador. Según su tío Dorrian Glen, colocaron a Hamlin boca abajo para ayudar a aliviar la presión de sus pulmones. También afirmó que la condición de Hamlin "tendía al alza".
El 5 de enero, el esquinero de los Bills, Kaiir Elam, dijo que Hamlin estaba despierto y mejor. El mismo día, los Bills emitieron un comunicado que decía: "Damar ha mostrado una mejora notable en las últimas 24 horas" y "aunque todavía está gravemente enfermo, ha demostrado que parece estar neurológicamente intacto. Sus pulmones continúan sanando y está haciendo progreso estable."
El cirujano traumatólogo, el Dr. Timothy Pritts, dijo que Hamlin podía comunicarse escribiendo en papel o asintiendo y sacudiendo la cabeza porque todavía tiene un tubo de respiración. Cuando Hamlin se despertó, pudo seguir órdenes, tenía control total y sensibilidad en sus extremidades,  y preguntó quién ganó el partido de fútbol del lunes por la noche comunicándose por escrito en un portapapeles. "Cuando preguntó: '¿Ganamos?', la respuesta es: 'Sí, Damar, ganaste. Ganaste el juego de la vida", dijo Pritts. El médico dijo que aún se necesita un progreso significativo, pero "esto marca un muy buen punto de inflexión en su atención continua".
El 6 de enero, Hamlin pudo respirar por sí mismo, momento en el que le quitaron el tubo de respiración, lo que le permitió hablar. Más tarde ese día, hizo una breve videollamada por FaceTime a una reunión del equipo de los Bills.
El 7 de enero, Hamlin hizo sus primeros comentarios públicos desde su paro cardíaco a través de las redes sociales, afirmando que estaba agradecido por el amor que había recibido y pidió oraciones continuas por un “largo camino” por delante.
El 9 de enero, una semana después de ser admitido en el hospital, Hamlin fue dado de alta del Centro Médico de la Universidad de Cincinnati, con constantes vigilancias en su recuperación.
El 18 de abril, los médicos explicaron que el paro cardiaco que sufrió, se debió a una “commotio cordis”, es decir, un golpe en el pecho en un lugar muy preciso.

### Reacciones
Tras el colapso, numerosos jugadores y equipos de la NFL rápidamente ofrecieron su apoyo y oraciones en las redes sociales. Al día siguiente, los 32 equipos de la NFL cambiaron sus imágenes de perfil en Twitter por una imagen de la camiseta de Hamlin y un texto que dice «Pray For Damar». Tee Higgins ofreció sus condolencias a la familia de Hamlin, al igual que el receptor abierto de los Cincinnati Bengals, Ja'Marr Chase, y el mariscal de campo de los Buffalo Bills, Josh Allen, instando a la gente a "orar por nuestro hermano".

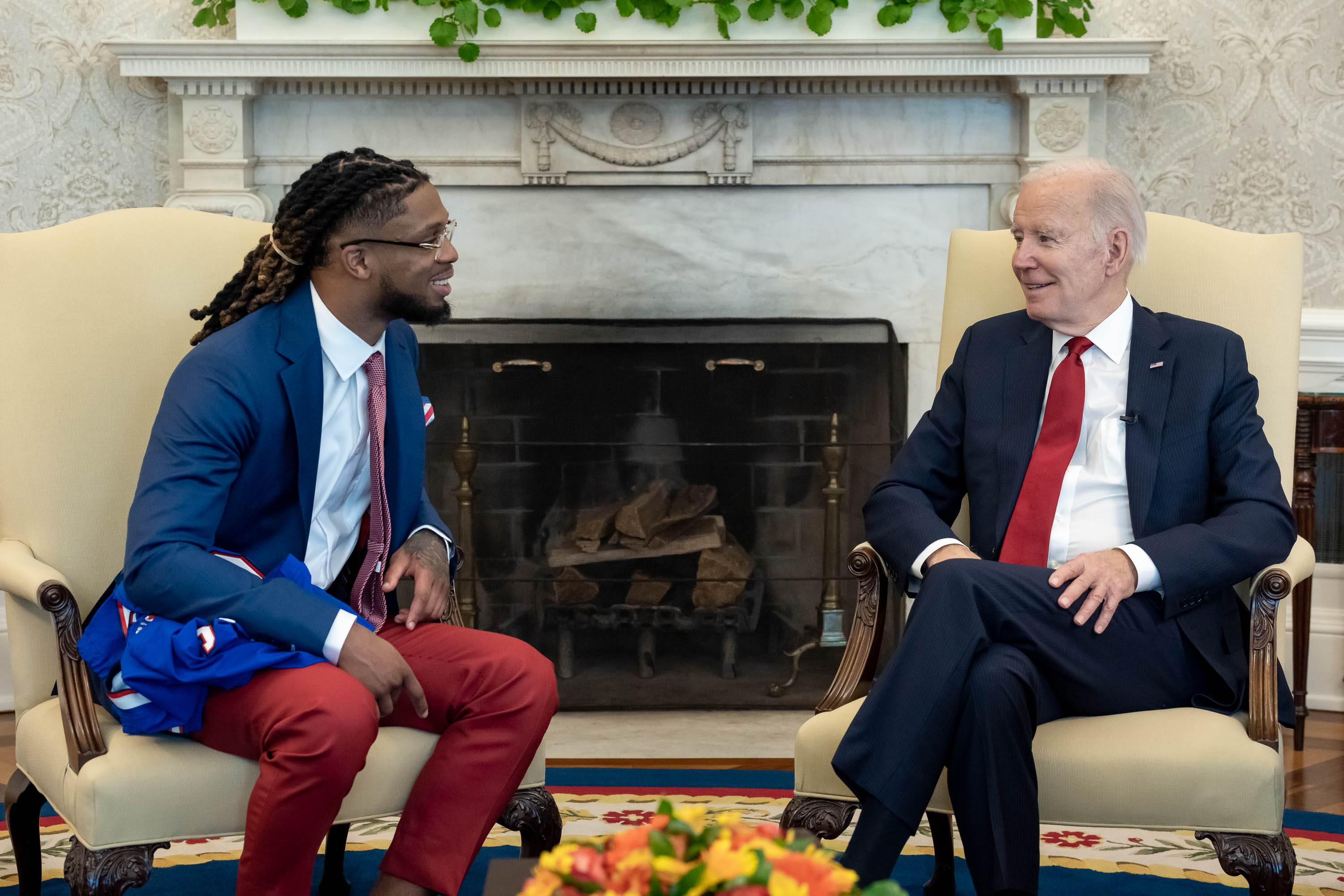
Hamlin con el presidente de los Estados Unidos, Joe Biden, en 2023

Los fanáticos comenzaron a reunirse afuera del Centro de Salud Académico de la Universidad de Cincinnati luego de su colapso. Horas después del incidente, las luces del Paycor Stadium, la ubicación del juego, se encendieron de color azul en honor a Hamlin junto con las luces de la sede de Fifth Third Bank en Fountain Square. Se anunció que las Cataratas del Niágara se iluminarían de azul la noche del 3 de enero en apoyo a Hamlin.
La NFL canceló de forma definitiva el juego entre Buffalo Bills y los Cincinnati Bengals.

## Vida personal

### Filantropía
En 2020, Hamlin comenzó a organizar campañas anuales de recolección de juguetes navideños en su ciudad natal de McKees Rocks, Pensilvania. Poco después de su lesión en el juego y condición crítica del 2 de enero de 2023, la campaña de GoFundMe para su campaña de juguetes de 2020, que tenía un objetivo inicial de $2500, recibió una afluencia masiva de donaciones, por un total de más de $4 millones en cuestión de horas.
El lunes 15 de mayo recibió el premio George Halas 2023 que se otorga al jugador, entrenador o miembro de la NFL que supera una adversidad para tener éxito.

## Estadísticas

### Temporada
| Año   | Equipo | Juegos | Juegos | Tackles | Tackles | Tackles | Tackles | Tackles | Intercepciones | Intercepciones | Intercepciones | Intercepciones | Intercepciones | Intercepciones | Balones sueltos | Balones sueltos | Balones sueltos |
| Año   | Equipo | GP     | GS     | Cmb     | Solo    | Ast     | TfL     | Sck     | PD             | Int            | Yds            | Avg            | Lng            | TD             | FF              | FR              | TD              |
| ----- | ------ | ------ | ------ | ------- | ------- | ------- | ------- | ------- | -------------- | -------------- | -------------- | -------------- | -------------- | -------------- | --------------- | --------------- | --------------- |
| 2021  | BUF    | 14     | 0      | 2       | 2       | 0       | 0       | 0.0     | 2              | 0              | 0              | 0.0            | 0              | 0              | 0               | 0               | 0               |
| 2022  | BUF    | 15     | 13     | 91      | 63      | 28      | 6       | 1.5     | 2              | 0              | 0              | 0.0            | 0              | 0              | 1               | 0               | 0               |
| Total | Total  | 29     | 13     | 93      | 65      | 28      | 6       | 1.5     | 4              | 0              | 0              | 0.0            | 0              | 0              | 1               | 0               | 0               |

### Playoffs
| Año   | Equipo | Juegos | Juegos | Tackles | Tackles | Tackles | Tackles | Tackles | Intercepciones | Intercepciones | Intercepciones | Intercepciones | Intercepciones | Intercepciones | Balones sueltos | Balones sueltos | Balones sueltos |
| Año   | Equipo | GP     | GS     | Cmb     | Solo    | Ast     | TfL     | Sck     | PD             | Int            | Yds            | Avg            | Lng            | TD             | FF              | FR              | TD              |
| ----- | ------ | ------ | ------ | ------- | ------- | ------- | ------- | ------- | -------------- | -------------- | -------------- | -------------- | -------------- | -------------- | --------------- | --------------- | --------------- |
| 2021  | BUF    | 2      | 0      | 1       | 1       | 0       | 0       | 0.0     | 0              | 0              | 0              | 0.0            | 0              | 0              | 0               | 0               | 0               |
| Total | Total  | 2      | 0      | 1       | 1       | 0       | 0       | 0.0     | 0              | 0              | 0              | 0.0            | 0              | 0              | 0               | 0               | 0               |